# Carmen Mijangos Ugarte
María del Carmen Mijangos Ugarte (Bilbao, 1949) es una química española especializada en el área de materiales poliméricos y profesora de investigación en el Instituto de Ciencia y Tecnología de Polímeros (ICTP) del CSIC.

## Inicio de su carrera como investigadora. Etapa de formación
Obtuvo la Licenciatura en Ciencias Químicas en la Facultad de Ciencias, Lejona, de la Universidad del País Vasco (UPV/EHU), en 1973.
Desde septiembre de 1973 a octubre de 1974 fue contratada en el Departamento de Química-Física de la UPV/EHU, como profesor ayudante de la asignatura Química macromolecular I e impartió los problemas de la asignatura. Al mismo tiempo realizó la Tesis de Licenciatura sobre «Propiedades en disolución del Polimetacrilato de Metilo» y obtuvo la calificación de sobresaliente. Su capacidad investigadora en esta etapa fue reconocida en la concesión de sexenios y quinquenios (la fecha de inicio de la concesión de los mismos es desde enero de 1974).
En noviembre de 1974 se incorporó al Instituto de Ciencia y Tecnología de Polímeros (CSIC) para la realización de su tesis doctoral sobre la «Mecanismos de degradación térmica y Propiedades Termomecánicas del Policloruro de Vinilo en relación con su Estereoestructura» bajo la dirección del profesor J.L. Millán. La defendió en la UPV/EHU en julio de 1977 y obtuvo la calificación de «sobresaliente cum laude». Durante este tiempo realizó una estancia de tres meses en la Universidad de Lyon, financiada con un proyecto bilateral franco-español. Los resultados científicos logrados en esta época comenzaron a ser publicados en revistas internacionales.
Desde entonces hasta agosto de 1981 continuó en el ICTP, como becaria postdoctoral. Durante este tiempo inició una nueva línea de investigación sobre la modificación química de polímeros en disolución. En esta etapa puso de manifiesto que la reactividad de los cloros isotácticos y heterotácticos de las cadenas de policloruro de vinilo (PVC) es mucho mayor que la de los sindiotácticos. Estos resultados sobre la influencia de la estereoregularidad del PVC en la cinética de modificación química fueron pioneros en la bibliografía. Fue la primera mujer investigadora que consiguió una beca posdoctoral e inició una carrera científica en el ICTP.
En septiembre de 1981 se incorporó al Institute des Materiaux Organiques (LMO) del CNRS, Lyon, con una beca del gobierno francés. Durante este periodo inició el estudio y puesta a punto de un método para llevar a cabo las reacciones de modificación del PVC en condiciones industriales, esto es, en estado fundido y a alta temperatura y cizalla, en discontinuo. Los resultados fueron recogidos ampliamente en la bibliografía del momento. Fue también la primera mujer investigadora en obtener una beca postdoctoral en el LMO, CNRS, Lyon.

## Carrera investigadora, 1983-90
En octubre de 1983 obtuvo, mediante concurso, un contrato de profesor titular en la Universidad Politécnica de Barcelona, para impartir la asignatura de Ingeniería Química I, al mismo tiempo que llevó a cabo el estudio sobre “Fabricación de copolimeros de composición constante, en batch y semicontinuo”. En noviembre de 1984 obtuvo la plaza de colaborador científico en el Instituto de Ciencia y Tecnología de Polímeros (ICTP). En diciembre de 1989 obtuvo la plaza de investigador científico por el área de materiales. Fue la primera mujer en obtener una plaza de colaborador científico y de investigador científico en el Instituto de Ciencia y Tecnología de Polímeros.
Durante estos años continuó con el “Estudio de las reacciones de modificación química en polímeros con reactivos específicos”, hechos a medida, con el objetivo de mejorar las propiedades del polímero de partida (precursor). En esta etapa obtuvo las primeras patentes y dirige la primera tesis doctoral. Al mismo tiempo estudió, en colaboración con el grupo del profesor Colmenero (UPV/EHU), la relación entre la estructura del polímero y las relajaciones alrededor de la transición vítrea.
En agosto de 1989 se incorporó de nuevo al LMO (CNRS) de Lyon, durante 6 meses, esta vez, para estudiar las reacciones de modificación en estado fundido “en continuo” en una extrusora. El objetivo era trasladar y correlacionar los resultados obtenidos del proceso discontinuo al proceso continuo, de extrusión. Este estudio permitió:
- Establecer la existencia de una correlación entre el proceso de fusión del polímero y la reactividad química del mismo en estado fundido
- Determinar las variables de proceso (temperatura, caudal y cizalla) que afectan a la cinética de la reacción
- Establecer que el mecanismo de reacción en estado fundido está controlado por la estereoregularidad del polímero y es idéntico cuali- y cuantitativamente al encontrado en disolución
- El procesado con reactivos nucleófilos aromáticos es altamente eficaz, pues transcurre en tiempos relativamente cortos -alrededor de 10 minutos- con eficacias del 85% o más. Además el policloruro de vinilo es susceptible de reaccionar >50%.

Estos resultados fueron los primeros publicados en la bibliografía. Por ello fue invitada en 1991 a dar una conferencia en el Annual Technical Engineers Congress (ANTEC’91), de la Society of Plastics Engineers, USA.

## Creación y consolidación del grupo de Investigación Mod&Gels, de 1991-2004
A finales de 1991 inició la creación de un grupo de investigación, con un nuevo planteamiento. Por una parte, la profundización en el conocimiento básico adquirido sobre las reacciones de modificación de polímeros y, por otra, la transferencia del conocimiento y la tecnología sobre las reacciones en condiciones industriales al sector industrial. Esta línea de investigación, modificación en estado fundido, línea Mod, ha sido recogida en los proyectos de investigación de materiales y obtuvo, además, cuatro contratos de investigación para transferir resultados a las empresas del sector.
Posteriormente, inició el estudio fundamental sobre las “Reacciones de modificación superficial de polímeros”, esto es, láminas y filmes con buenos resultados científicos, por lo que fue invitada a dar una conferencia en el Congreso Europeo de Polímeros (2005). Igualmente se transfirió el conocimiento de la modificación superficial a una multinacional del sector. La línea Mod sobre modificación química de polímeros está abierta en la actualidad para los investigadores que vienen a formarse de otros centros (Latinoamérica) y bajo demanda del sector industrial.
En marzo de 1993, se trasladó a la Universidad Blaise Pascal de Estrasburgo con el profesor Guenet, con el objetivo de profundizar en el estudio de los “Mecanismos de Gelificación en Polímeros y la determinación de la estructura de los geles” por difracción de neutrones en el ILL y el ILB. Fruto de esta estancia se incorpora a una red de laboratorios europea trabajando en el tema de gelificación y complejos polímeros-disolvente que le permitió conseguir el primer proyecto europeo “Polymer-solvent complexes and intercalates”, en 1993. Posteriormente, en 1996, emprendió el estudio de las propiedades viscoelásticas de los geles, iniciando una colaboración con el grupo del profesor Santamaría , UPV/EHU.
Dentro de la línea de geles, en 1998 se inició el estudio sobre “Geles y polímeros magnéticos”, mediante otro proyecto europeo con el profesor J. Tejada (premio Nacional de Física 2009).
En diciembre del 2000 obtuvo la plaza de profesor de investigación, por el área de materiales (es la primera mujer en obtener una plaza de profesor de investigación en el ICTP y en toda el área de materiales del CSIC).

## Líneas de investigación e integración europea 2004-
La concesión de la red de excelencia europea sobre “Nanostructured polymer and functional polymer-based materials and nanocomposites”, en el año 2004, de la que es IP del “core partner” del CSIC, permitió iniciar una nueva línea de investigación sobre polímeros nanoestructurados, Línea Nano. Ha publicado bastantes trabajos de investigación en revistas de alto IF, y al menos 6 de ellas han sido portada de revista o libros. Fue invitada a publicar un artículo en el Progress in Polymer Science“(IF: 32) que lleva por título “A review on the progress of polymer nanostructures with modulated morphologies and functionalities using nanoporous templates”.

## Premios y reconocimientos
Por el papel destacado en el mundo de la Ciencia ha conseguido la distinción de Bilbaína ilustre 2014 por el Ayuntamiento de Bilbao. Distinción que se otorga, por primera vez, dentro del campo de la Investigación.